# Sbeitla

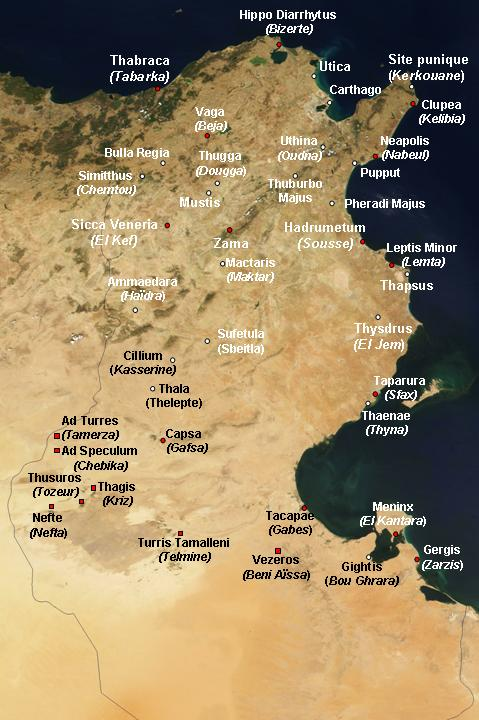
Sufètula, a l'antiga Tunísia

Sbeitla o Sbeïtla (àrab: سبيطلة, Sbīṭla) és una ciutat de Tunísia, a la governació de Kasserine, 33 km a l'est de Kasserine, amb una població de 20.253 habitants. És entre el Djebel Mghila, al nord, i el Djebel Hamra i el Djebel Koumine, al sud. La seva economia és agrícola, amb cultiu majoritari de l'olivera, però el govern hi ha establert dues zones industrials. El turisme també produeix ingressos. És capçalera d'una delegació amb 70.900 habitants al cens del 2004.

## Història

### Ciutat romana: Sufètula
La ciutat fou fundada pels romans a la segona meitat del segle i (probablement sota Vespasià entre el 69 i el 79), però ja existia un anterior poblament amazic (númida) a la zona i es pensa que podria ser la Suthul on Jugurta va dipositar els seus tresors, segons Sal·lusti. Es va dir Sufètula, diminutiu de Sufes, la moderna Sbiba, situada uns 30 km al nord, i fou lloc d'assentament dels veterans que havien lluitat a la regió. A la vora, hi va néixer també la ciutat de Cillium, la moderna Kasserine. La ciutat va disposar de tots els elements propis d'una ciutat romana, com ara fòrum, temples, termes i nombrosos edificis públics i mansions privades. Després de ser municipi, va obtenir el títol de colònia sota Marc Aureli o el seu fill Còmmode, a la segona meitat del segle ii. Sota Septimi Sever, fou la primera ciutat a tenir un curator, un controlador de les finances, càrrec que va recaure en Eli Rústic.

### Bisbat
Al segle iii, ja hi apareix un bisbe, Privacià, present al concili de Cartago el 255, i hi predominava el cristianisme. El bisbat, a partir del 313, va estar dominat pels donatistes. Al 411 i 419, el bisbe local Jucunde fou present als concilis de Cartago d'aquestos anys. El 439, la ciutat va caure en mans del vàndals, que alguna vegada van perseguir els catòlics, especialment en el cas del bisbe Presidi (484), torturat i desterrat per ordre del rei Huneric.

### Època romana oriental i conquesta islàmica
La ciutat, però, va continuar amb l'activitat econòmica normal. Al segle vi, va passar als romans d'Orient (533), que hi van construir esglésies i fortificacions, i hi van instal·lar una guarnició. Al segle vii, el patrici Gregori la va escollir com a lloc de residència. Quan Gregori va proclamar la independència, ja amb els àrabs fent-hi incursions, va ser la capital del país. El 647, els habitants van fugir dels àrabs i la vila fou saquejada i destruïda en bona part, però sembla que va romandre habitada. El 647 Abd-Al·lah ibn Sad ibn Abi-Sarh va vèncer Gregori en la batalla de Sufètula, a la vora d'aquesta ciutat, i va ocupar la Bizacena. El festival Abadilla Es Sabaa (‘els Set Abd-Al·lahs’), que se celebra cada any a la ciutat, rememora aquesta victòria.
La població va restar habitada fins vers el segle xii, d'acord amb la ceràmica que s'hi ha trobat.

### Campanya africana de la Segona Guerra Mundial
Aquesta població va ser l'escenari del final de la batalla de Sidi Bou Zid (febrer de 1943).

## Jaciment arqueològic
El jaciment ocupa unes 20 hectàrees a la vora de la ciutat, però la ciutat antiga era més gran, i encara en resta una bona part per excavar. A la vora, hi ha diverses fonts i algunes pedreres. La ciutat està formada per grups rectangulars separats per carrers amb canalització per a aigua potable i clavegueres per a aigües fecals.
El capitoli n'és el monument més important i ben conservat. Està format per tres temples que, de fet, en constitueixen un de sol. La zona del capitoli és coneguda com «els tres temples» i estan dedicats a Júpiter, Juno i Minerva. Una construcció similar es troba també a Baelo Claudia, prop de Cadis, a Hispània. L'arc de triomf, que permet accedir al fòrum, porta una dedicatòria a Antoní Pius datada el 139 i és conegut com a porta d'Antoní. El fòrum és dels millors conservats, amb un gran espai obert pavimentat, està emmurallat i abraça el capitoli i altres edificacions.
Hi ha quatre termes o banys a la ciutat, però només una n'és gran. També se'n conserven el teatre, l'amfiteatre i algunes fonts, entra altres restes menors, i ruïnes de diverses esglésies romanes d'Orient.

## Administració
És el centre de la delegació o mutamadiyya homònima, amb codi geogràfic 42 55 (ISO 3166-2:TN-12), dividida en catorze sectors o imades:
- Sbeitla (42 55 51)
- Cité Essourour (42 55 52)
- Semama (42 55 53)
- Errakhmet (42 55 54)
- El Gounna (42 55 55)
- Eddouleb (42 55 56)
- Ech-Charaya (42 55 57)
- Machrek Ech-Chams (42 55 58)
- Ouassaia (42 55 59)
- El Khadhra (42 55 60)
- EL Athar (42 55 61)
- EL Mezara (42 55 62)
- El Garâa El Hamra (42 55 63)
- El Ksar (42 55 64)

Al mateix temps, forma una municipalitat o baladiyya (codi geogràfic 42 12).

## Galeria d'imatges

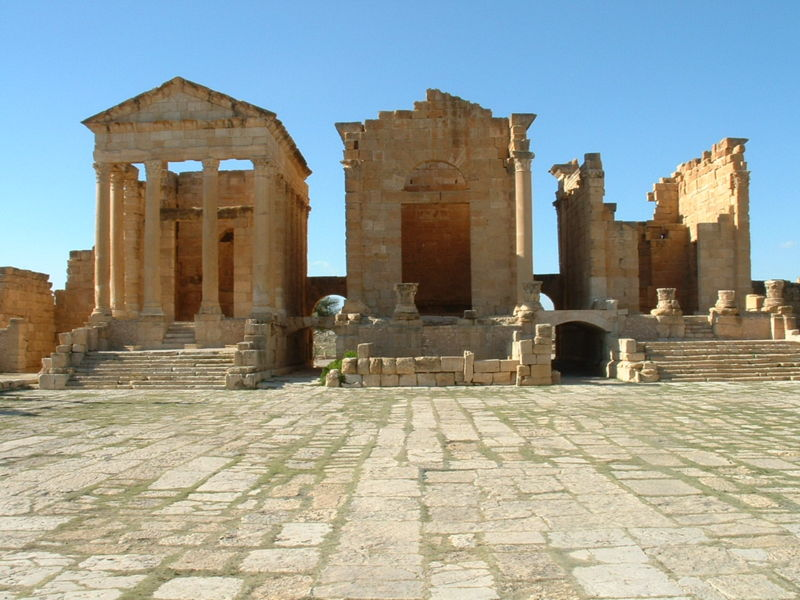
Els Tres temples
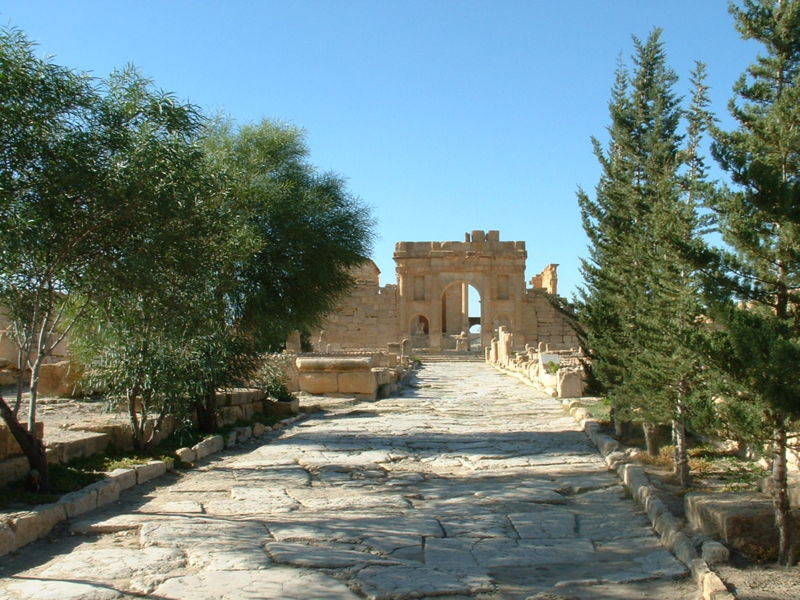
Porta d'Antoní
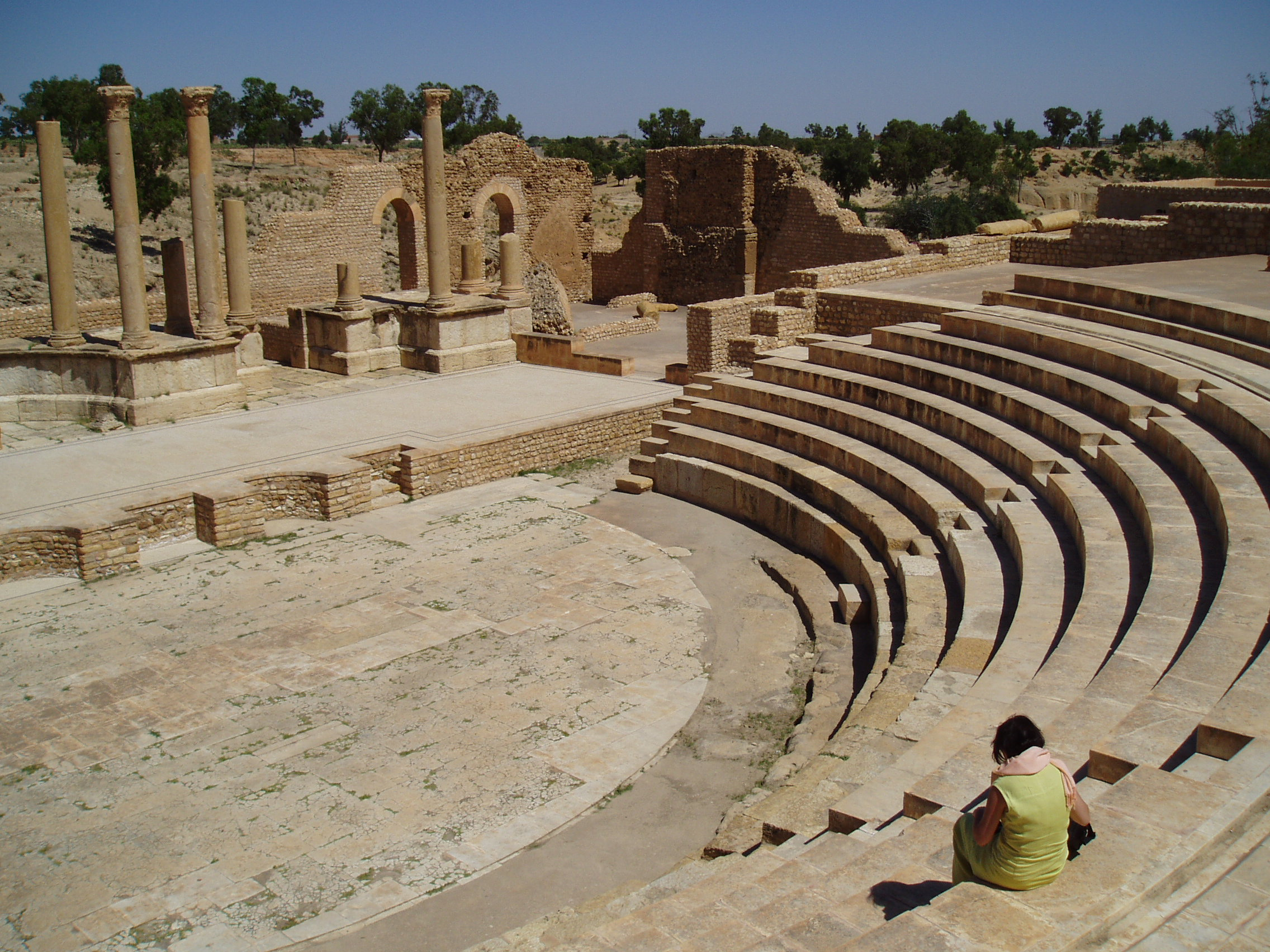
Teatre